# Bruno Lamas

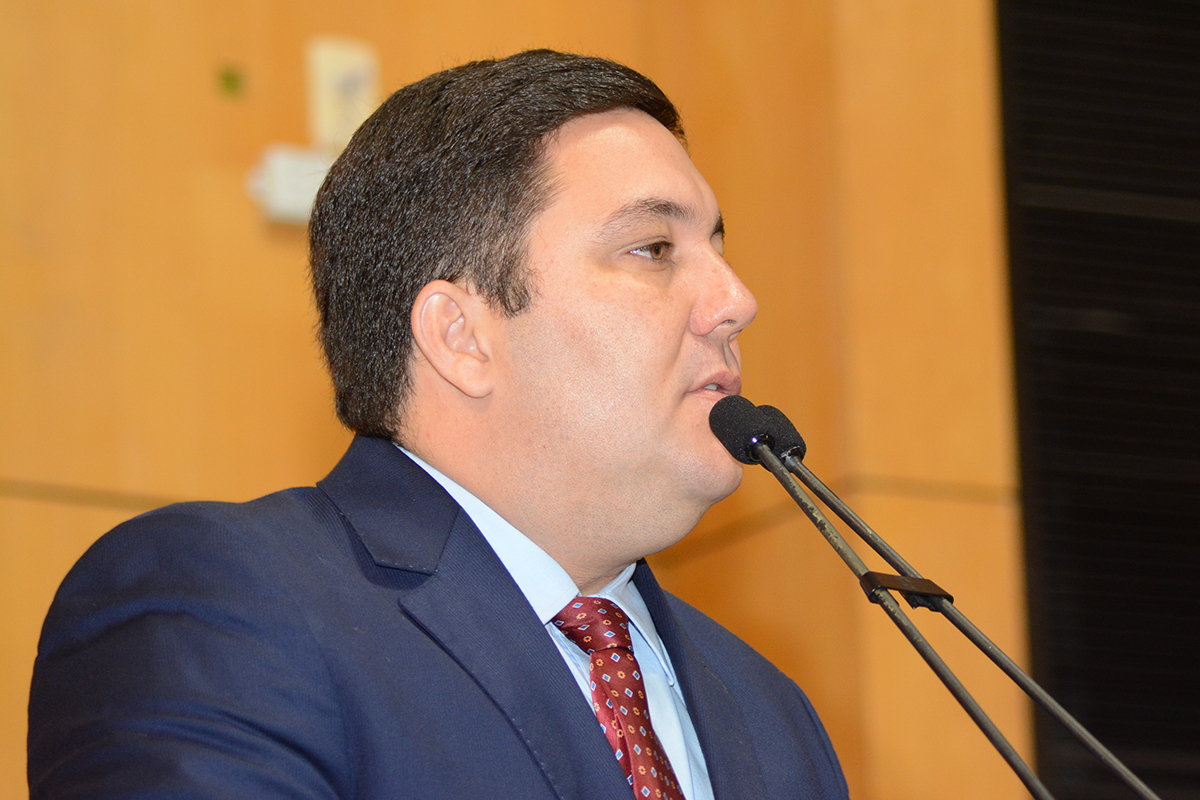
Deputado Bruno Lamas

Bruno Lamas Silva (Serra, 16 de julho de 1977) é um político brasileiro, filiado ao PSB. É formado em administração de empresas e pós-graduado em Gestão Pública. Foi vereador do município de Serra por três vezes.
Em 2014, foi eleito deputado estadual com quase 20 mil votos, sendo, naquela oportunidade, o único representante da Serra na Assembleia Legislativa do Espírito Santo.
Dentre seus projetos, estão a compra fracionada do passe escolar para estudantes, a gratuidade no transporte intermunicipal para idosos acima de 65 anos, a isenção do ICMS e a suspensão da cobrança do IPVA durante a quarentena causada pela pandemia de COVID-19.